# William Graham, 2:e hertig av Montrose

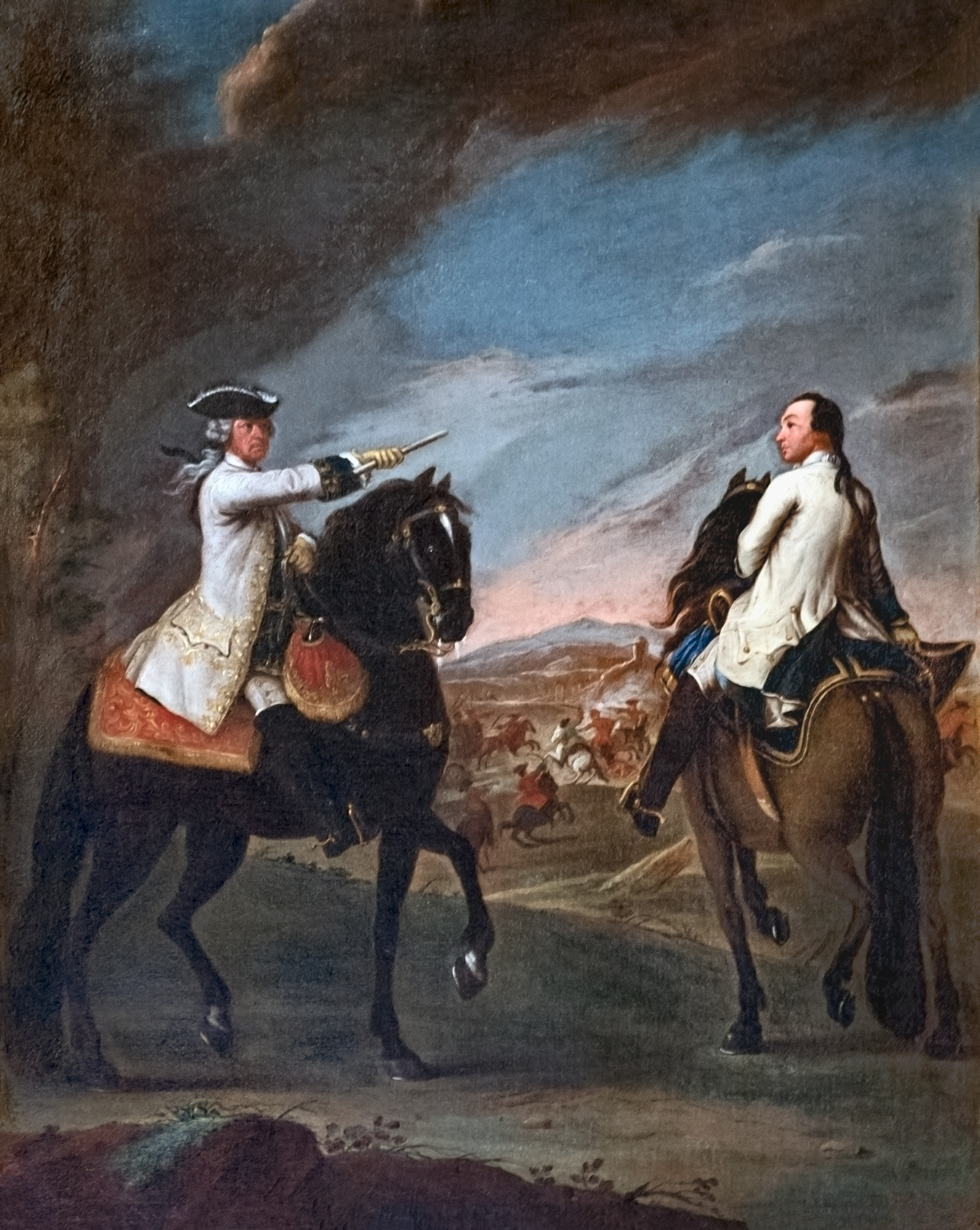
William Graham, 2:e hertig av Montrose - Pietro Longhi.

William Graham, 2:e hertig av Montrose, född 27 augusti 1712, död 23 september 1790. Son till James Graham, 1:e hertig av Montrose.
Han utbildades vid Eton och efterträdde sin far som hertig 1742. Därefter ägnade han sig mest åt sina stora jordegendomar.
Han gifte sig 1742 med Lucy Manners (1717–1788), dotter till John Manners, 2:e hertig av Rutland.
Barn:
- Lucy Graham (1751–1780)
- James Graham, 3:e hertig av Montrose (1755–1836)